# ZEN (Palermo)
Lo ZEN (acronimo di Zona Espansione Nord; nome ufficiale: San Filippo Neri) è la quarantasettesima unità di primo livello di Palermo, inserita nella VII circoscrizione. È suddivisa in due aree abitative, con diverse caratteristiche costruttive, comunemente definite come "ZEN 1" e "ZEN 2".

## Geografia fisica
I nuclei residenziali di San Filippo Neri sorgono nel baricentro della Piana dei Colli, vasto territorio nella zona nord della città compreso tra il Monte Pellegrino e il Monte Gallo, che fino alla seconda metà del XX secolo costituiva una campagna particolarmente florida grazie ai numerosi corsi d'acqua che la attraversavano. La superficie verde della pianura è stata ridimensionata in modo significativo con l'attuazione del piano regolatore del 1962, rivelatosi di fatto una deleteria speculazione edilizia nota come sacco di Palermo.
Gli agglomerati dello ZEN appaiono separati in maniera netta rispetto alle aree circostanti, nonostante la vicinanza con altre suddivisioni amministrative della circoscrizione, nonché con uno degli assi commerciali del centro cittadino, il viale Strasburgo. La scarsa presenza di collegamenti con il resto del tessuto urbano è una delle principali cause dell'allarmante grado di isolamento che il quartiere continua a manifestare.
Le aree abitative dello ZEN 1 e dello ZEN 2 risultano divise da un fondo agricolo, in cui confluiscono il cortile Gnazzidi, l'antico fondo Trapani e ciò che resta del baglio La Gumina (oggi Mercadante), costruzione fortificata seicentesca posta a circa 4 km dalla borgata di Pallavicino.

## Storia

### Contesto storico del progettoZona Espansione Nord
Lo ZEN è uno degli ultimi, grandi quartieri popolari realizzati a Palermo a partire dal secondo dopoguerra, fase in cui la città stava affrontando un'emergenza abitativa per il drammatico numero di case andate distrutte in tutta la provincia - oltre 200.000 unità immobiliari di cui più della metà nel solo centro urbano palermitano - durante i bombardamenti del capoluogo, tra il 1940 e il 1943: al termine del conflitto, il centro storico risultava quasi del tutto sventrato e intasato dalle macerie, con un bilancio di 227.149 sfollati a fronte degli appena 400.000 abitanti che la città contava allo scoppio della guerra (a cui vanno sottratte le 2.123 vittime civili ufficialmente registrate).
Alle opere di ricostruzione e risanamento previste dal Piano di Ricostruzione del 1945 si affiancarono, a partire dagli anni Cinquanta, progetti per l'edificazione di nuovi quartieri nelle zone che si trovavano al di fuori dell'antico centro cittadino, progressivamente abbandonato dai suoi residenti in favore delle aree periferiche. Seguendo le linee già tracciate dall'espansione urbana del XIX secolo, il settore settentrionale della città venne prediletto per delineare il nuovo centro di Palermo e alcuni quartieri rivolti alla più benestante borghesia, mentre l'espansione dei settori a sud e a ovest mantenne un carattere più economico. Ciononostante, anche la zona nord della città venne interessata da interventi di edilizia residenziale pubblica eseguiti da INA-Casa e dell'IACP, successivamente alla lottizzazione di ingenti terreni che si trovavano nelle campagne di Malaspina, Falde e della Piana dei Colli, che prima di allora ospitavano per buona parte le ville e gli agrumeti della classe aristocratica palermitana: il primo di tale interventi fu il Villaggio dell'Ospitalità o Villaggio Ruffini (dall'omonimo cardinale, promotore della sua fondazione) e, nella seconda metà degli anni Sessanta, lo ZEN.

### Lo ZEN 1
Il progetto della Zona Espansione Nord nacque nel 1966 con l'approvazione di un piano di edilizia economica popolare all'interno della Piana dei Colli, al fine di dare vita ad un quartiere dove trasferire parte delle famiglie meno abbienti del centro storico non ancora assegnatarie di una nuova abitazione. Il nuovo complesso residenziale, posto come testata dello sviluppo settentrionale della città, andò ad occupare buona parte dell'ampio spazio agricolo connesso al baglio La Gumina, uno dei primi impianti residenziali della campagna settentrionale di Palermo.
Differentemente dai quartieri popolari di INA-Casa realizzati nel corso degli anni Cinquanta (tra cui il già citato Villaggio Ruffini, il quartiere Palagonia e il Rione delle Rose), che per la loro ubicazione e per l'attenzione all'unità di vicinato vennero assorbiti velocemente dalle maglie dell'espansione cittadina, lo ZEN e altri nuclei dello stesso periodo ad opera dell'IACP (Borgo Nuovo, il Centro Espansione Periferica, parte del Borgo Ulivia e Bonvicino) vennero sviluppati come "quartieri satellite", chiusi, autosufficienti a livello metropolitano e isolati da larghe strade perimetrali. Tuttavia, questa nuova tipologia di realtà abitativa presentò in breve tempo una serie di criticità, legate in primo luogo alla mancanza di adeguate opere di urbanizzazione e alla collocazione estremamente periferica rispetto al contesto urbano.

### Lo ZEN 2
Nel 1968 il terremoto del Belice provocò il crollo di numerose abitazioni in tutta la Sicilia occidentale, radendo al suolo 4 paesi collocati tra le province di Palermo, Trapani e Agrigento e danneggiandone con particolare gravità altri 10. Anche nel centro storico palermitano, al tempo ancora segnato dai profondi danni dei bombardamenti bellici, numerosi edifici vennero dichiarati inagibili al netto della sequenza sismica. Per l'allarmante numero di sfollati tra le classi sociali più deboli vennero richieste con urgenza delle nuove case: in conseguenza di ciò, nel 1969 l'IACP promosse l'ampliamento dello ZEN, tramite un bando di concorso che venne vinto l'anno successivo dall'architetto novarese Vittorio Gregotti in collaborazione con altri quattro progettisti, tra cui Franco Purini e Salvatore Bisogni. Essi delinearono lo ZEN 2 come un quartiere popolare immerso nel verde, composto da grandi edifici in linea soprannominati insule, disposti intorno ad uno spazio centrale destinato ai servizi collettivi.
Tuttavia, il progetto venne sottoposto a diverse varianti in contrasto con le intenzioni dei suoi ideatori, che furono estromessi nella fase esecutiva del cantiere. Approfittando del clima di ritardi burocratici e di disattenzione politica, oltre la metà delle abitazioni (il 70% secondo le stime più attendibili) vennero occupate abusivamente prima che fossero ultimate, in buona parte con la complicità della mafia siciliana, bloccando in via definitiva il completamento di quello che avrebbe dovuto essere un armonioso quartiere basato sul connubio tra le esigenze edilizie e la superficie verde. L'appropriazione illegittima degli spazi in sviluppo ha impedito la realizzazione di molte, fondamentali infrastrutture primarie e secondarie che risultano carenti e in certi casi assenti anche in epoca contemporanea. La scarsa presenza delle istituzioni nel territorio, l'immobilismo amministrativo manifestato nel risolvere il problema delle occupazioni e del diritto alla casa, nonché le condizioni di miseria diffuse tra i residenti del nucleo hanno contribuito a rendere lo ZEN 2 un simbolo di degrado nell'estrema periferia di Palermo: ciò, unito al fortissimo isolamento rispetto alle zone circostanti, agevolò la radicazione delle cosche mafiose che iniziarono a sfruttare le caratteristiche architettoniche delle insule come roccaforte per attività illecite quali il traffico di droga e armi.
La separazione dal resto della città venne ulteriormente accentuata dalla rete infrastrutturale portata a termine in occasione del campionato mondiale di calcio 1990, nel corso del quale il capoluogo siciliano avrebbe ospitato tre incontri del gruppo F: il nuovo tracciamento agevolò la connessione tra l'area nord della città e l'aeroporto di Palermo-Punta Raisi, ma per la sua realizzazione venne eliminato il sistema stradale che garantiva il rapporto di collegamento tra lo ZEN e le aree urbanizzate dei versanti nord, est e ovest.
Il caso dello ZEN ha aperto un dibattito nazionale circa le problematiche delle periferie nelle aree urbane del Mezzogiorno, l'infiltrazione della criminalità organizzata nelle pubbliche amministrazioni attraverso il sistema degli appalti, oltre ad aver messo alla luce i profondi danni della politica urbanistica attuata nel contesto del cosiddetto sacco di Palermo. In ragione delle problematiche che continuano ad affliggere il quartiere, nel 2015 l'architetto Massimiliano Fuksas ne ha proposto la demolizione, insieme agli altri agglomerati periferici degradati presenti in Italia (tra cui il Corviale a Roma e le Vele di Scampia a Napoli).

## Monumenti e luoghi d'interesse

### Architetture civili
L'UPL di San Filippo Neri è stata edificata in un territorio che in origine comprendeva diversi fondi agricoli annessi a bagli, costruzioni fortificate diffuse nella campagna palermitana del XVII e XVIII secolo. All'interno del quartiere ricade il primo esempio di tali insediamenti residenziali nella Piana dei Colli, nonché ultima testimonianza di baglio armato nella Sicilia occidentale: la villa seicentesca La Gumina - Mercadante. Sebbene la struttura sia tutelata come bene di fondamentale interesse storico-artistico, è stata danneggiata da furti e atti di vandalismo e riversa oggi in uno stato di abbandono.
Nelle vicinanze del quartiere è inoltre ubicato il velodromo Paolo Borsellino, impianto multifunzionale destinato a manifestazioni sportive e artistiche che è sorto alla fine degli anni Novanta in un terreno limitrofo, il fondo San Gabriele, confiscato nel decennio precedente ad un clan mafioso: esteso per 30.000 m², comprende una pista ciclistica di 400 metri, un campo da calcio omologato per la serie C dei campionati nazionali, oltre che uno spazio per i concerti. Nel tempo ha ospitato eventi quali il campionato del mondo di ciclismo su pista, la XIX Universiade, campionati di rugby e football americano, insieme a concerti di star internazionali; tuttavia, l'impianto è stato accantonato e lasciato all'incuria a più riprese, motivo che ha reso necessari gli interventi di ristrutturazione. Dal 2008 è sede della manifestazione Mediterraneo Antirazzista, dedicata all'integrazione sociale attraverso i tornei sportivi.

## Società
Lo ZEN è segnato da importanti fenomeni di disagio sociale, marginalizzazione e infiltrazione mafiosa. Risulta essere uno dei quartieri con il maggiore tasso di dispersione scolastica sul suolo italiano: un considerevole numero di giovanissimi abbandonano gli studi in favore del lavoro irregolare, della microcriminalità o dell'affiliazione alla criminalità organizzata. Secondo le stime più attendibili, il livello di disoccupazione è del 51,01% e il 21,47% delle famiglie vive in condizioni di povertà. Ciononostante, a più riprese urbanisti e associazioni impegnate nella riqualificazione del territorio hanno sottolineato come lo ZEN sia uno dei quartieri palermitani con la vita associativa più ricca, al netto di una comunicazione mediatica che tende a sottolineare gli aspetti più negativi.

## Infrastrutture e trasporti

### Mobilità urbana
L'UPL di San Filippo Neri è servita dalle linee autobus 614 e 619 della città di Palermo, gestite dall'azienda municipalizzata AMAT.